# Живата вода
Живата вода е сифонен (пулсиращ) карстов извор в Боснешкия карстов район, в югозападната част на Природен парк Витоша. Намира се на 1070 м н.в.. Разположен е в Алеята на Боснешкия карст, северно от с. Боснек.
Изворът е сифонен и се подхранва от пукнатинни води. Във вътрешността на скалите, зад извора, се намира пещерно разширение, което е свързано чрез сифонно каналче с извора. Водата изтича от извора, след като се напълни пещерното резервоарче до горното коляно на сифона. През извора изтича повече вода, отколкото е постоянният приток. Това се дължи на образувалия се вакуум. Поради тази причина изворът пресъхва до ново покачване на водата в пещерното резервоарче до горното коляно на сифона.

## Други
На Живата вода е наречена улица в квартал „Бояна“ в София (Карта).